# Фридрих фон Фюрстенберг (дрост)
Фридрих фон Фюрстенберг (на немски: Friedrich von Fürstenberg; * ок. 1510/1511, замък Ватерлапе при Ензе, Северен Рейн-Вестфалия; † 11 март или 21 март 1567) от род Фюрстенберг, е съветник в Курфюрство Кьолн и „дрост“ на службите Валденбург, Фредебург и Билщайн.

## Живот
Той е син на Фридрих фон Фюрстенберг († 1543) и съпругата му Мета фон Плетенберг († 1511).
Фридрих води дневник, както наследниците му. През 1552 г. той става съветник на курфюрста на Кьолн и участва в събранията в съседна Вестфалия. След четири години курфюрст Адолф фон Шаумбург го прави „дрост“ на Билщайн, Валденбург и на Фредебург. Той допълнително отговаря за вземането на данъците, за съдилищата и общото управление на териториите. При курфюрст Фридрих IV фон Вид той запазва службите си. Децата му имат частни учители и следват в университети.
Фридрих фон Фюрстенберг е погребан в църквата на манастир Шеда. Наследен е от синът му Каспар фон Фюрстенберг.

## Фамилия
Фридрих фон Фюрстенберг се жени за Анна от Вестфалия († 24 юни 1583), дъщеря на Рабан фон Вестфален († 1538) и Хелена фон Хьорде. Те имат десет деца:
- Фридрих фон Фюрстенберг (* 1538; † 9 януари 1608), домхер и каноник в Майнц
- Хелен фон Фюрстенберг (* 1540), омъжена I. за Йохан Вулф фон Фухтен († 25 ноември 1572), II. за Йохан фон Лудингсхаузен
- Урсула фон Фюрстенберг (* 1542; † 2 април 1560)
- Каспар фон Фюрстенберг (* 11 ноември 1545; † 5 март 1618), дрост и съветник на княжеските епископи на Падерборн, женен I. за Елизабет Шпигел фон Пекелсхайм (* 1537/4 октомври 1547; † 1 юни 1587), II. (1590) за Анна Бусе; има общо 17 деца
- Теодор/Дитрих фон Фюрстенберг (* 7 октомври 1546; † 4 декември 1618, Падерборн), княжески епископ на Падерборн (1585 – 1618)
- Отилия фон Фюрстенберг (* 21 февруари 1549; † 7 март 1621), абатиса на Оелингхаузен и Нойенхеерзе
- Анна фон Фюрстенберг (* пр. 1568; † 29 ноември 1626), от 1621 г. абатиса на Оелингхаузен
- Барбара фон Фюрстенберг
- Агата фон Фюрстенберг († 1637), омъжена за Готшалк фон Хакстхаузен
- Урсула фон Фюрстенберг († 1621), омъжена за Рабан фон Шпигел († 12 януари 1603)